# آبي كورنيش
آبي كورنيش (بالإنجليزية: Abbie Cornish) مواليد 07 أغسطس 1982 في نيوساوث ويلز، هي ممثلة أسترالية بدأت مسيرتها الفنية عام 1997.

## نبذة
هي ابنة لأسرة مكونة من خمسة أبناء، لأب يعمل مزارعًا في بلدة وادي هنتر. ظهرت آبي لأول مرة في سن الخامسة عشرة في مسلسل "مستشفى الأطفال" عام 1997. انفصلت عن صديقها رايان فيليب في فبراير 2010. شقيقتها الكبرى هي إيزابيل كورنيش. كما شغلت آبي منصب عضو لجنة التحكيم في مهرجان الأفلام القصيرة بسيدني عام 2007.

## أعمالها

### بعض أعمال
| أعمال                                         | الدور/الوظيفة         |
| --------------------------------------------- | --------------------- |
| Where Hands Touch                             |                       |
| Perfect                                       | أم                    |
| The Girl Who Invented Kissing                 | باتي                  |
| ثلاث لوحات خارج إيبينغ، ميزوري                | آن                    |
| جيوستورم                                      | سارة                  |
| 6 Days                                        | كيت                   |
| خزامى                                         | جاين                  |
| Solace                                        | العميلة كاثرين كاوليس |
| RoboCop                                       |                       |
| كلوندايك                                      | بليندا مولروني        |
| The Girl                                      |                       |
| Seven Psychopaths                             | كايا                  |
| Limitless                                     |                       |
| W.E.                                          | والي وينثروب          |
| Sucker Punch                                  | بازيلا عطرة           |
| Legend of the Guardians: The Owls of Ga'Hoole |                       |
| Bright Star                                   |                       |
| Stop-Loss                                     |                       |
| Elizabeth: The Golden Age                     | بيس                   |
| A Good Year                                   |                       |
| حلوى سكرية                                    | كاندي                 |
| One Perfect Day                               |                       |

## روابط خارجية
- آبي كورنيش على موقع IMDb (الإنجليزية)
- آبي كورنيش على موقع قاعدة بيانات الأفلام العربية
- آبي كورنيش على موقع ألو سيني (الفرنسية)
- آبي كورنيش على موقع ميوزك برينز (الإنجليزية)
- آبي كورنيش على موقع ميوزك برينز (الإنجليزية)
- آبي كورنيش على موقع أول موفي (الإنجليزية)
- آبي كورنيش على موقع بوكس أوفيس موجو (الإنجليزية)
- آبي كورنيش على موقع قاعدة بيانات الأفلام السويدية (السويدية)
- آبي كورنيش على موقع إن إن دي بي (الإنجليزية)
- آبي كورنيش على موقع ديسكوغز (الإنجليزية)